# Леви, Дэн (канадский актёр)
Дэ́ниел Джо́зеф Ле́ви (англ. Daniel Joseph Levy; род. 9 августа 1983) — канадский актёр, сценарист, продюсер и режиссёр.

## Биография

### Ранние годы
Леви родился в Торонто, Онтарио, в семье Деборы Дивайн и актёра Юджина Леви. У него есть младшая сестра Сара (род. 1986). Его отец — еврей, а мать — протестантка. Леви окончил старшую школу при Коллегиальном институте северного Торонто, а также изучал кинопроизводство в Йоркском университете и университете Райерсона. Леви — гей.

### Карьера
Леви приобрёл первоначальную известность как ведущий афтер-шоу реалити-программы «Голливудские холмы». В 2009 году он появился в телефильме «Девушки с улицы Деграсси едут в Голливуд» — продолжении сериала «Деграсси: Следующее поколение», после чего имел небольшие роли в фильмах «Не в сети», «Экзамен для двоих» и «Страх сцены».
В 2015 году Леви вместе со своим отцом Юджином создал ситком «Шиттс Крик». Шоу получило положительные отзывы критиков, а также было отмечено рядом наград и номинаций. В 2020 году, за работу над финальным сезоном шоу, Леви был номинирован на четыре прайм-тайм премии «Эмми», в том числе как лучший сценарист, режиссёр и актёр второго плана.
В 2018 году Леви с гостевой ролью появился в десятом сезоне сериала «Американская семейка».
В сентябре 2019 года стало известно, что Леви подписал контракт с ABC Studios, в рамках которого займётся производством проектов под баннером студии.

### Личная жизнь
Леви живёт между Торонто и Лос-Анджелесом, хотя своим любимым городом называет Лондон, после того как в 2005 году ему довелось там пожить. С Леви живёт пес Редмонд. 
Актёр сначала избегал публично говорить о своей сексуальной ориентации, хотя в интервью Flare в 2015 году его называли «членом ЛГБТ-сообщества». В интервью 2020 года с Энди Коэном Леви сказал, что открытый гей с 18 лет.

## Фильмография

### Кино
| Год  | Русское название       | Оригинальное название | Роль        | Примечания             |
| ---- | ---------------------- | --------------------- | ----------- | ---------------------- |
| 2012 | Не в сети              | Offline               | Джек Дейтон |                        |
| 2013 | Экзамен для двоих      | Admission             | Джеймс      |                        |
| 2014 | Страх сцены            | Stage Fright          | репортёр    |                        |
| 2017 |                        | Robot Bullies         | робот 1     | Короткометражный фильм |
| 2020 | Самый счастливый сезон | Happiest Season       | Джон        |                        |
| 2023 | Особняк с привидениями | Haunted Mansion       | Вик         |                        |
| 2025 | Друзья-животные        | Animal Friends        |             |                        |

### Телевидение
| Год       | Русское название                         | Оригинальное название   | Роль       | Примечания                                                       |
| --------- | ---------------------------------------- | ----------------------- | ---------- | ---------------------------------------------------------------- |
| 2009      | Девушки с улицы Деграсси едут в Голливуд | Degrassi Goes Hollywood | Робби      | Телевизионный фильм                                              |
| 2015—2020 | Шиттс Крик                               | Schitt's Creek          | Дэвид Роуз | Также сосоздатель, сценарист, режиссёр и исполнительный продюсер |
| 2018      | Американская семейка                     | Modern Family           | Джона      | Эпизод: «A Sketchy Area»                                         |